# Quỹ đạo địa tĩnh

Quỹ đạo địa tĩnh. Trong hình, chấm tròn nhỏ màu xanh chuyển động trên đường tròn quỹ đạo quanh Trái Đất là một vệ tinh địa tĩnh, chấm tròn màu nâu trên bề mặt Trái Đất là một điểm bất kỳ được xác định nằm trên đường xích đạo; vận tốc góc của vệ tinh này và vận tốc tự quay của một điểm trên xích đạo là như nhau

Hai vệ tinh địa tĩnh có cùng quỹ đạo

Quỹ đạo địa tĩnh là quỹ đạo tròn ngay phía trên xích đạo Trái Đất (vĩ độ 0º). Bất kỳ điểm nào trên mặt phẳng xích đạo đều quay tròn xung quanh Trái Đất theo cùng một hướng và với cùng một chu kỳ (vận tốc góc) giống như sự tự quay của Trái Đất. Nó là trường hợp đặc biệt của quỹ đạo địa đồng bộ, và là quỹ đạo được những người khai thác hoạt động của vệ tinh nhân tạo ưa thích (bao gồm các vệ tinh viễn thông và truyền hình). Các vị trí vệ tinh chỉ có thể khác nhau theo kinh độ.
Ý tưởng về vệ tinh địa đồng bộ cho mục đích viễn thông đã được Herman Potocnik đưa ra lần đầu tiên năm 1928. Các quỹ đạo địa đồng bộ và địa tĩnh cũng đã được Arthur C. Clarke, tác giả truyện khoa học viễn tưởng phổ biến lần đầu tiên năm 1945 như là các quỹ đạo có ích cho các vệ tinh viễn thông. Do đó, đôi khi các quỹ đạo này còn được nói đến như là các quỹ đạo Clarke. Tương tự, "vành đai Clarke" là một phần của khoảng không vũ trụ nằm phía trên mực nước biển trung bình khoảng 35.786 km trong mặt phẳng xích đạo, trong đó các quỹ đạo gần-địa tĩnh có thể đạt được.
Các quỹ đạo địa tĩnh là hữu ích do chúng làm cho vệ tinh dường như là tĩnh đối với điểm cố định nào đó trên Trái Đất. Kết quả là các ăng ten có thể hướng tới theo một phương cố định mà vẫn duy trì được kết nối với vệ tinh. Vệ tinh quay trên quỹ đạo theo hướng tự quay của Trái Đất ở độ cao khoảng 35.786 km (22.240 dặm) phía trên mặt đất. Độ cao này là đáng chú ý do nó tạo ra chu kỳ quỹ đạo bằng với chu kỳ tự quay của Trái Đất, còn được biết đến như là ngày thiên văn.

## Sử dụng cho các vệ tinh nhân tạo
Các quỹ đạo địa tĩnh chỉ có thể đạt được rất gần với vòng 35.786 km phía trên xích đạo. Các vệ tinh quỹ đạo địa đồng bộ tròn khác (nếu có) sẽ cắt ngang quỹ đạo địa tĩnh và có thể xảy ra va chạm với các vệ tinh địa tĩnh này. Trên thực tế điều này có nghĩa là tất cả các vệ tinh địa tĩnh cần phải tồn tại trên vòng tròn này, nó đặt ra các vấn đề như phải ngừng hoạt động của các vệ tinh vào cuối chu kỳ hoạt động của nó (ví dụ như khi chúng hết lực đẩy).
Quỹ đạo chuyển tiếp địa tĩnh được sử dụng để chuyển vệ tinh từ quỹ đạo gần Trái Đất vào quỹ đạo địa tĩnh.
Hệ thống toàn thế giới các vệ tinh địa tĩnh đang hoạt động được sử dụng bởi các vệ tinh khí tượng để cung cấp các hình ảnh bằng ánh sáng thường và hồng ngoại về bề mặt và bầu khí quyển Trái Đất. Các hệ thống vệ tinh này bao gồm:
- GOES của Hoa Kỳ
- METEOSAT, được Cơ quan hàng không châu Âu phóng lên và được điều hành bởi Tổ chức vệ tinh khí tượng châu Âu EUMETSAT
- GMS của Nhật Bản

Phần lớn các vệ tinh viễn thông thương mại (và vệ tinh truyền hình) cũng hoạt động trên các quỹ đạo địa tĩnh.
Statite, một vệ tinh giả thuyết, sử dụng buồm mặt trời để thay đổi quỹ đạo của nó, về mặt lý thuyết có thể giữ cho nó trên "quỹ đạo địa tĩnh" với độ cao/độ nghiêng khác so với quỹ đạo địa tĩnh xích đạo "truyền thống".

## Tính toán độ cao quỹ đạo địa tĩnh
Trên quỹ đạo địa tĩnh, vệ tinh không bị đẩy về phía Trái Đất mà cũng không bay ra xa khỏi nó. Vì thế, các lực tác động lên vệ tinh phải triệt tiêu lẫn nhau (theo Định luật 1 Newton về chuyển động), chủ yếu là lực ly tâm và lực hướng tâm (ở đây coi các lực khác là không đáng kể). Để tính toán độ cao quỹ đạo địa tĩnh, người ta cần phải cân bằng hai lực này:
{\displaystyle F_{ht}=F_{lt}}
Theo định luật 2 Newton về chuyển động, ta có thể thay thế các lực {\displaystyle F} bằng khối lượng của vật thể nhân với gia tốc mà vật thể có được do các lực này:
{\displaystyle m_{vt}\cdot a_{g}=m_{vt}\cdot a_{c}}
Thấy rằng khối lượng của vệ tinh, {\displaystyle m_{vt}}, xuất hiện trên cả hai vế—ta có thể chia cả hai vế cho {\displaystyle m_{vt}} (do nó ≠0) và có thể rút ra kết luận là quỹ đạo địa tĩnh là độc lập với khối lượng của vệ tinh. Vì vậy, tính toán độ cao được đơn giản thành tính toán điểm mà cường độ của gia tốc ly tâm có được từ chuyển động trên quỹ đạo và gia tốc hướng tâm tạo ra bởi trường hấp dẫn của Trái Đất phải bằng nhau.
Cường độ gia tốc ly tâm là:
{\displaystyle |a_{c}|=\omega ^{2}\cdot r}
...trong đó {\displaystyle \omega } là vận tốc góc tính bằng radian trên giây, và {\displaystyle r} là bán kính quỹ đạo tính theo đơn vị mét từ tâm Trái Đất.
Cường độ của tương tác hấp dẫn là:
{\displaystyle |a_{g}|={\frac {M_{e}\cdot G}{r^{2}}}}
...trong đó {\displaystyle M_{e}} là khối lượng của Trái Đất tính theo kilôgam, và {\displaystyle G} là hằng số hấp dẫn.
Cân bằng cả hai gia tốc ta thu được:
{\displaystyle r^{3}={\frac {M_{e}\cdot G}{\omega ^{2}}}}
{\displaystyle r={\sqrt[{3}]{\frac {M_{e}\cdot G}{\omega ^{2}}}}}
Chúng ta có thể biểu diễn điều này trong dạng khác một chút bằng cách thay thế {\displaystyle M_{e}\cdot G} bằng {\displaystyle \mu }, hằng số hấp dẫn địa tâm:
{\displaystyle r={\sqrt[{3}]{\frac {\mu }{\omega ^{2}}}}}
Vận tốc góc {\displaystyle \omega } được tìm bằng cách chia góc mà vệ tinh đi qua trong một vòng quay ({\displaystyle 360^{\circ }=2\cdot \pi \ rad}) trong chu kỳ quỹ đạo (thời gian nó cần để thực hiện đủ một vòng quay: nó bằng một ngày thiên văn, hay 86,164 giây). Điều này cho ta:
{\displaystyle \omega ={\frac {2\cdot \pi }{86164}}=7.29\cdot 10^{-5}\ \mathrm {rad} \cdot \mathrm {s} ^{-1}}
Bán kính quỹ đạo sẽ là 42.164 km. Trừ đi bán kính Trái Đất tại xích đạo, bằng 6.378 km, cho ta kết quả cuối cùng của độ cao là 35.786 km.
Vận tốc quỹ đạo (cho biết vệ tinh quay trong không gian nhanh đến mức nào) được tính bằng cách nhân vận tốc góc với bán kính quỹ đạo:
{\displaystyle v=\omega \cdot r} = 3,07 km/s = 11.052 km/h